# Differenzstrom

Hin- und Rückleiter im Summenstromwandler

Der Differenzstrom, gemessen an einer Stelle einer elektrischen Anlage, ist die vektorielle Summe der Ströme aller aktiven Leiter an dieser Stelle.
Aktive Leiter sind diejenigen Leiter, die im regulären Betrieb Strom führen, also Außenleiter („Phase“) und Neutralleiter („Null“), nicht aber Schutzleiter oder Potenzialausgleichsleiter.
Idealisiert müsste der Differenzstrom gleich Null sein, da sich die in die Anlage herein- und herausfließenden Ströme exakt ausgleichen sollten.
Abweichungen vom Idealwert ergeben sich durch:
- Fehlerströme (z. B. durch eine schadhafte Isolierung einer Verlängerungsleitung, die einen Strom in das Erdreich fließen lässt) oder
- Ableitströme (z. B. bedingt durch Netzfilter).

Vergleichen lässt sich das mit einer Lecküberwachung einer Pipeline, bei der je ein Durchflussmesser am Anfang und Ende den Volumenstrom des Mediums erfassen. Wenn am Ende weniger herauskommt, als am Anfang hereingepumpt wurde, muss ein Leck bestehen.
Differenzströme werden am einfachsten durch Summenstromwandler gemessen, wie sie auch in Fehlerstrom-Schutzeinrichtungen (RCDs) oder auch in Differenzstrom-Überwachungsgeräten (RCMs) eingesetzt werden.

## Einzelnachweis
1. ↑  H. Neugebauer: Selektivschutz, 1958, S. 105ff